# 16259 Housinger
A 16259 Housinger (ideiglenes jelöléssel 2000 JR13) a Naprendszer kisbolygóövében található aszteroida. A LINEAR projekt keretében fedezték fel 2000. május 6-án.